# Jeroni Granell i Mundet
Jeroni Granell i Mundet   (Barcelona, 1834 - Barcelona, 31 de desembre de 1889) fou un mestre d'obres, artesà i decorador barceloní.

## Biografia

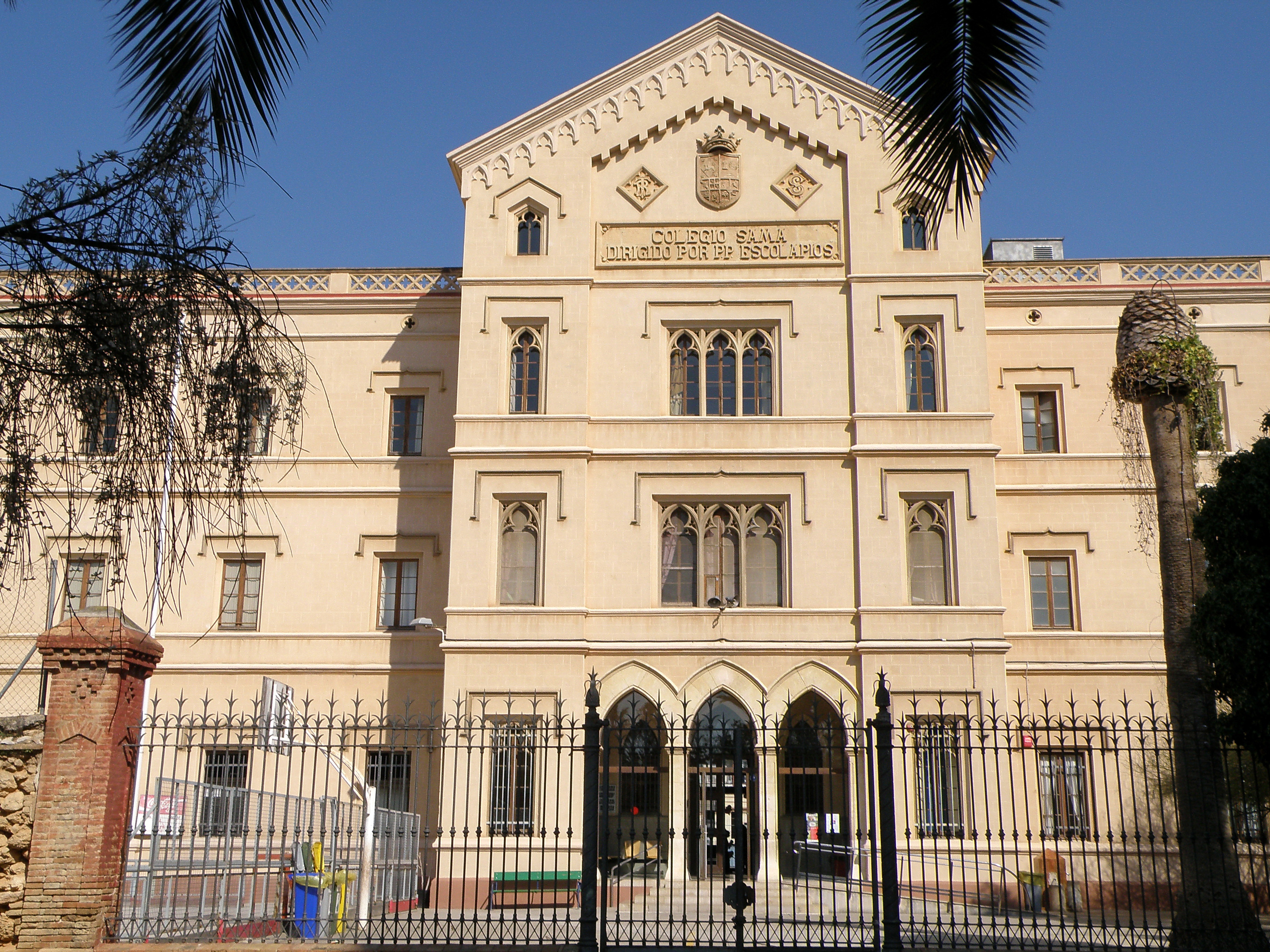
Col·legi Samà, a Vilanova i la Geltrú

Fill del també mestre d'obres Jeroni Granell i Barrera (†1877) i de Teresa Mundet, fou el pare de l'arquitecte modernista Jeroni Ferran Granell i Manresa, i oncle de Ferran Cels i Granell.

Es titulà el 1854 com a mestre d'obres, i també tenia el títol d'agrimensor, corresponent a l'actual tècnic en topografia, i el de director de camins veïnals des de l'any 1855, equivalent al d'enginyer de camins, canals i ports actual. Fou president del Centre de Mestres d'Obres entre 1879 i 1882, i va col·laborar amb Elies Rogent en la construcció del paranimf de la Universitat de Barcelona. Passà per diferents estils: medievalisme, eclecticisme i el modernisme; però la major part de la seva obra fou realitzada dins de l'eclecticisme.

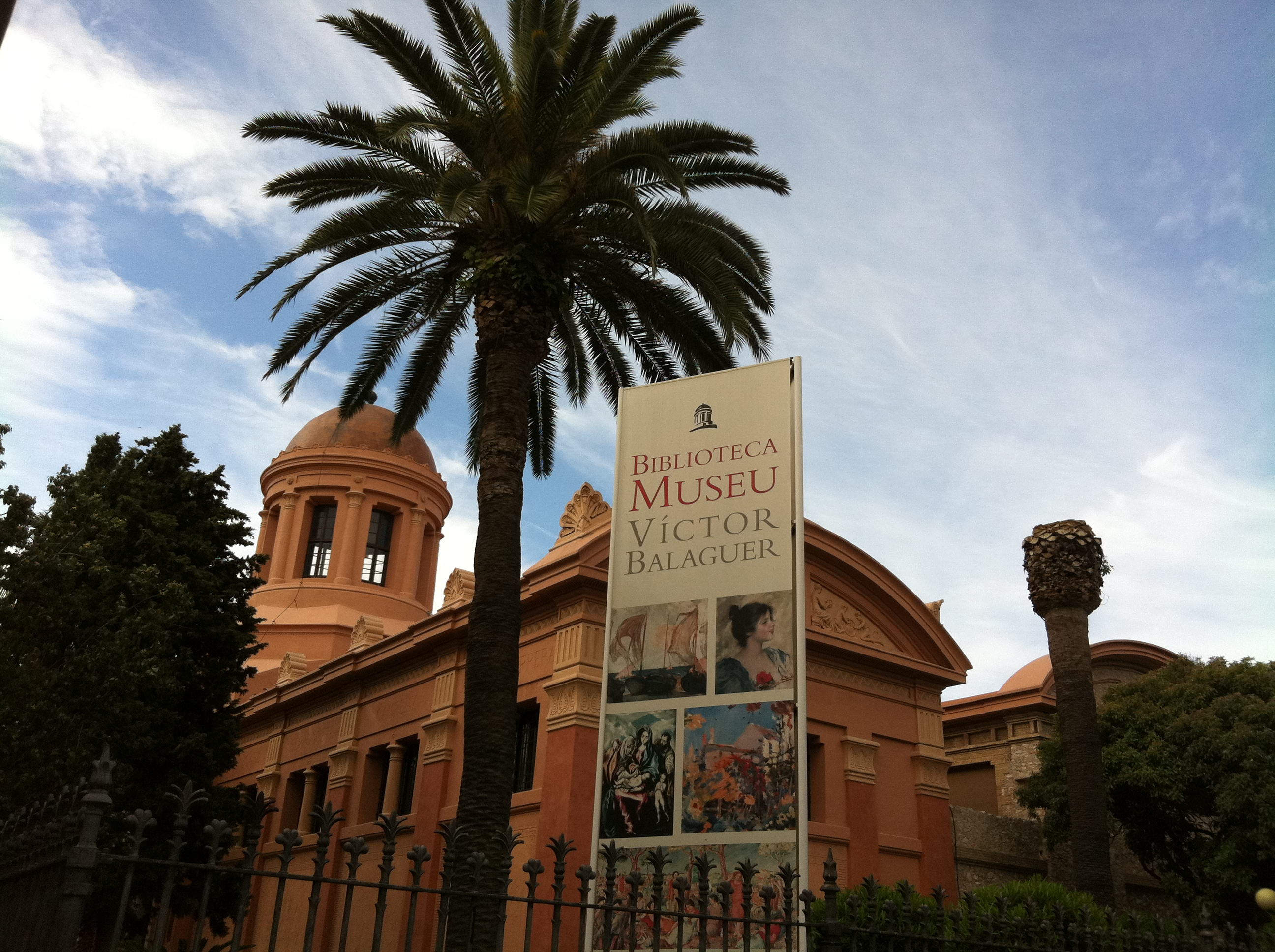
La Biblioteca Museu Víctor Balaguer, a Vilanova i la Geltrú

## Obres destacades
- Edifici d'exposicions d'art de la Gran Via, Barcelona (1869). No conservat.
- Església de la Concepció, Barcelona (1871)
- Hospital d'Oliver, Alcoi (1868 - 1877)
- Prefectura Superior de Policia de Catalunya, Barcelona (1878)
- Col·legi Samà, Vilanova i la Geltrú (1879)
- Biblioteca Museu Víctor Balaguer, Vilanova i la Geltrú (1882 - 1884)[6]
- Església de Sant Jaume, Moja (1884)
- Casa Francesc Ferrer, Barcelona (1887)